# Gare de Pondichéry
 (septembre 2024).
La mise en forme du texte ne suit pas les recommandations de Wikipédia : il faut le « wikifier ».
Les points d'amélioration suivants sont les cas les plus fréquents. Le détail des points à revoir est peut-être précisé sur la page de discussion.
- Les titres sont pré-formatés par le logiciel. Ils ne sont ni en capitales, ni en gras.
- Le texte ne doit pas être écrit en capitales (les noms de famille non plus), ni en gras, ni en italique, ni en « petit »…
- Le gras n'est utilisé que pour surligner le titre de l'article dans l'introduction, une seule fois.
- L'italique est rarement utilisé : mots en langue étrangère, titres d'œuvres, noms de bateaux, etc.
- Les citations ne sont pas en italique mais en corps de texte normal. Elles sont entourées par des guillemets français : « et ».
- Les listes à puces sont à éviter, des paragraphes rédigés étant largement préférés. Les tableaux sont à réserver à la présentation de données structurées (résultats, etc.).
- Les appels de note de bas de page (petits chiffres en exposant, introduits par l'outil «  Source ») sont à placer entre la fin de phrase et le point final[comme ça].
- Les liens internes (vers d'autres articles de Wikipédia) sont à choisir avec parcimonie. Créez des liens vers des articles approfondissant le sujet. Les termes génériques sans rapport avec le sujet sont à éviter, ainsi que les répétitions de liens vers un même terme.
- Les liens externes sont à placer uniquement dans une section « Liens externes », à la fin de l'article. Ces liens sont à choisir avec parcimonie suivant les règles définies. Si un lien sert de source à l'article, son insertion dans le texte est à faire par les notes de bas de page.
- La présentation des références doit suivre les conventions bibliographiques. Il est recommandé d'utiliser les modèles {{Ouvrage}}, {{Chapitre}}, {{Article}}, {{Lien web}} et/ou {{Bibliographie}}. Le mode d'édition visuel peut mettre en forme automatiquement les références.
- Insérer une infobox (cadre d'informations à droite) n'est pas obligatoire pour parachever la mise en page.

Pour une aide détaillée, merci de consulter Aide:Wikification.
Si vous pensez que ces points ont été résolus, vous pouvez retirer ce bandeau et améliorer la mise en forme d'un autre article.
 (septembre 2024).
La gare de Pondichéry (code de la gare : PDY) est une gare ferroviaire indienne de catégorie NSG–4 située dans la division ferroviaire de Tiruchirappalli de la zone ferroviaire du Sud. Il s'agit d'un terminus ferroviaire de la ligne secondaire Villupuram-Pondichéry desservant la ville de Pondichéry, siège du territoire de l'Union de Pondichéry.

## Histoire
Elle est construite par la Compagnie ferroviaire de Pondichéry en 1879 pendant l'époque coloniale française. La ligne franco-britannique est alors sous la supervision du South Indian Railway dans le but de relier la ville et le port de Pondichéry à Villupuram. Britanniques et français font alors fi de leurs rivalités dans le but de développer un réseau ferroviaire commun, gage d'une croissance économique de leurs possessions.
La gare est exploitée par la zone ferroviaire sud des chemins de fer indiens et relève de la division ferroviaire de Tiruchirappalli.
Il y a des trains quotidiens reliant la ville à Madras/Chennai, Villuppuram et Tirupathi. Des liaisons non-quotidiennes sont proposées vers vers les principales villes du pays, notamment Mangalore/Mangaluru, Kanyakumari, Bangalore/Bengaluru, Calcutta/Kolkota, New Delhi, Bhubaneshwar et Bombay/Mumbai via Villupuram,,.
La gare a été fermée en 2022 et des bâtiments modulaires ont été disposés dans l'attente d'une réouverture en 2025

## Localisation et aménagement
La gare de Pondichéry est située sur Subbiah Salai, proche de plusieurs sites touristiques et lieux importants de la ville tels que la gare routière principale (1.3 km), Ashram d'Aurobindo (1.8 km), bâtiment du Secrétariat en chef (1.9 km), et l'aéroport de Pondichéry (6.8 km).
La gare dispose de quatre quais pour le trafic voyageurs et d'un quai pour le service marchandises. La gare a connu une rénovation majeure en 2008 à la suite du lancement de nouveaux trains la reliant à diverses destinations. Actuellement, toutes les rames de trains qui circulent à partir de cette gare sont entretenues à la gare de Villupuram Junction